# Lugenda
 (avril 2014).
Si vous disposez d'ouvrages ou d'articles de référence ou si vous connaissez des sites web de qualité traitant du thème abordé ici, merci de compléter l'article en donnant les références utiles à sa vérifiabilité et en les liant à la section « Notes et références ».
La Lugenda, Lujenda ou Msambiti est une rivière de l'est de l'Afrique, au Mozambique. Prenant son origine au lac Amaramba, c'est un affluent du fleuve Ruvuma.

## Galerie

La Lugenda dans la
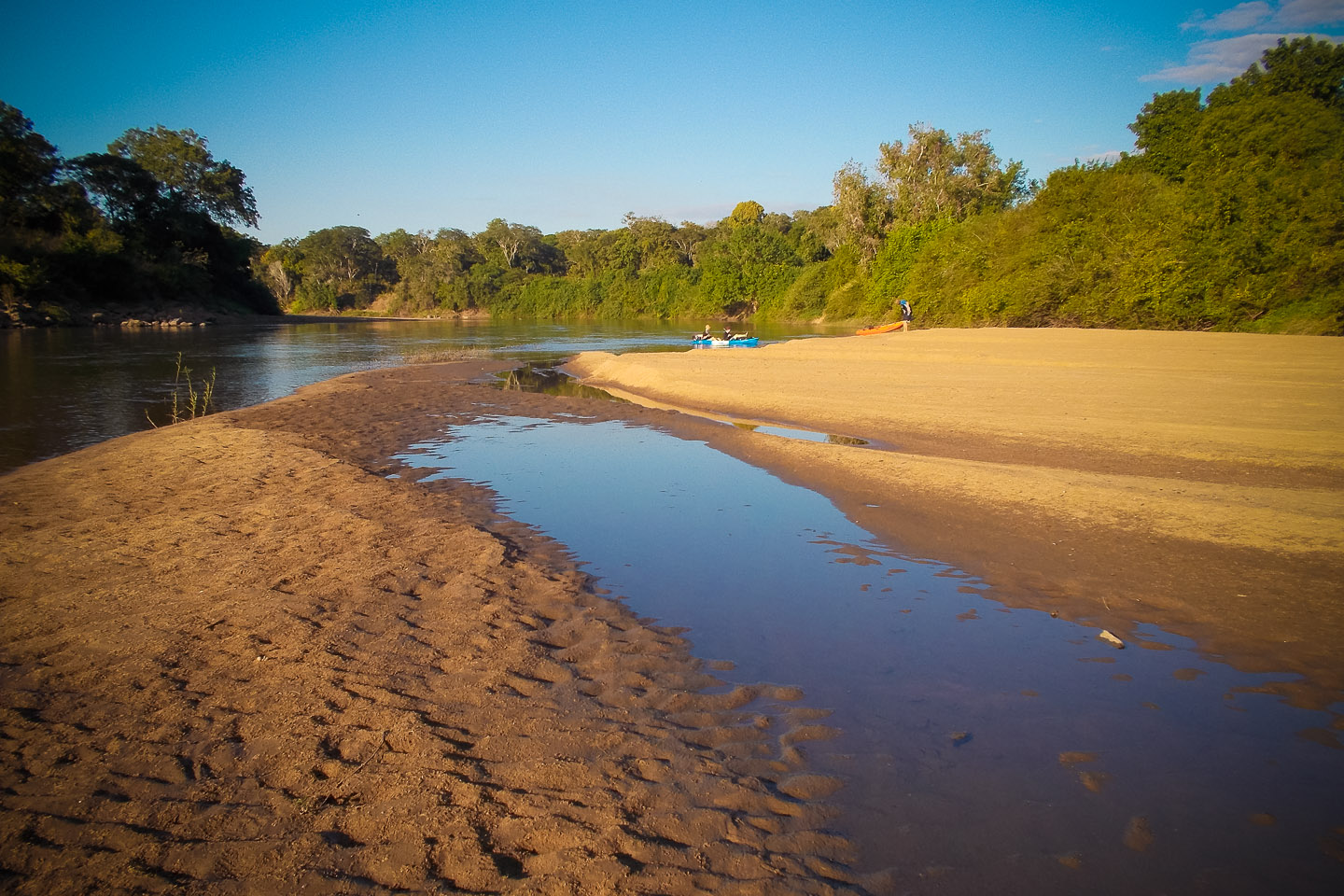
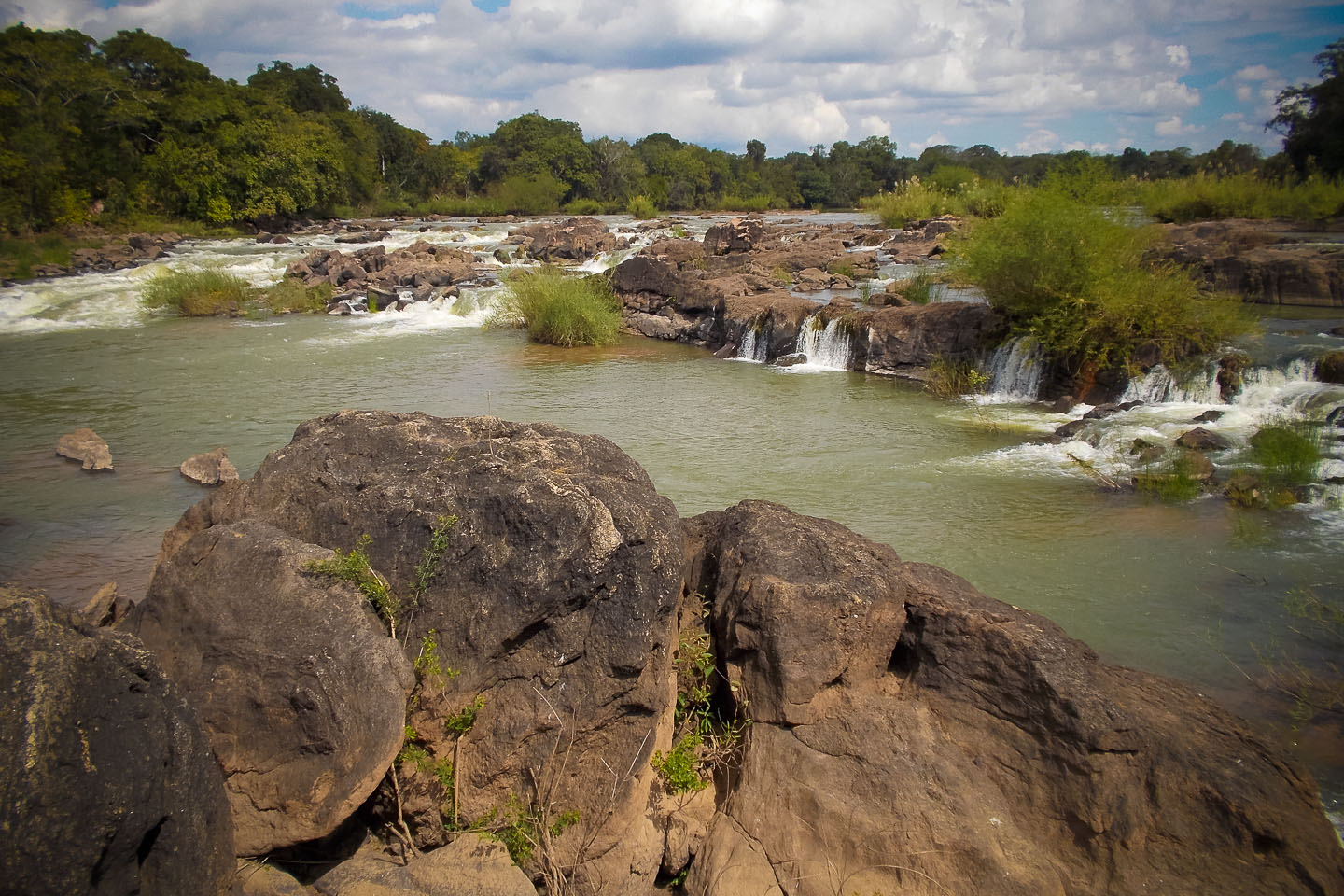
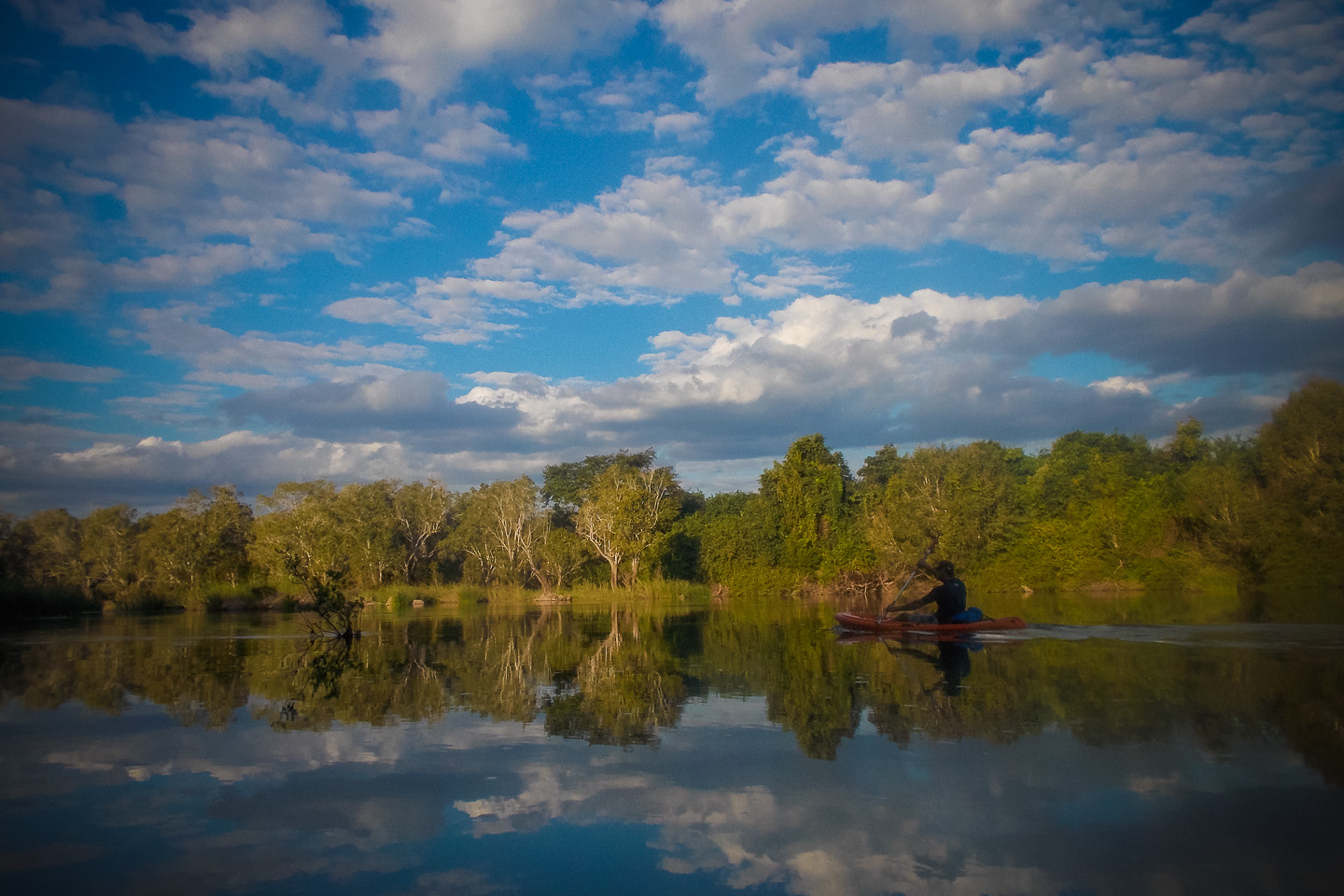
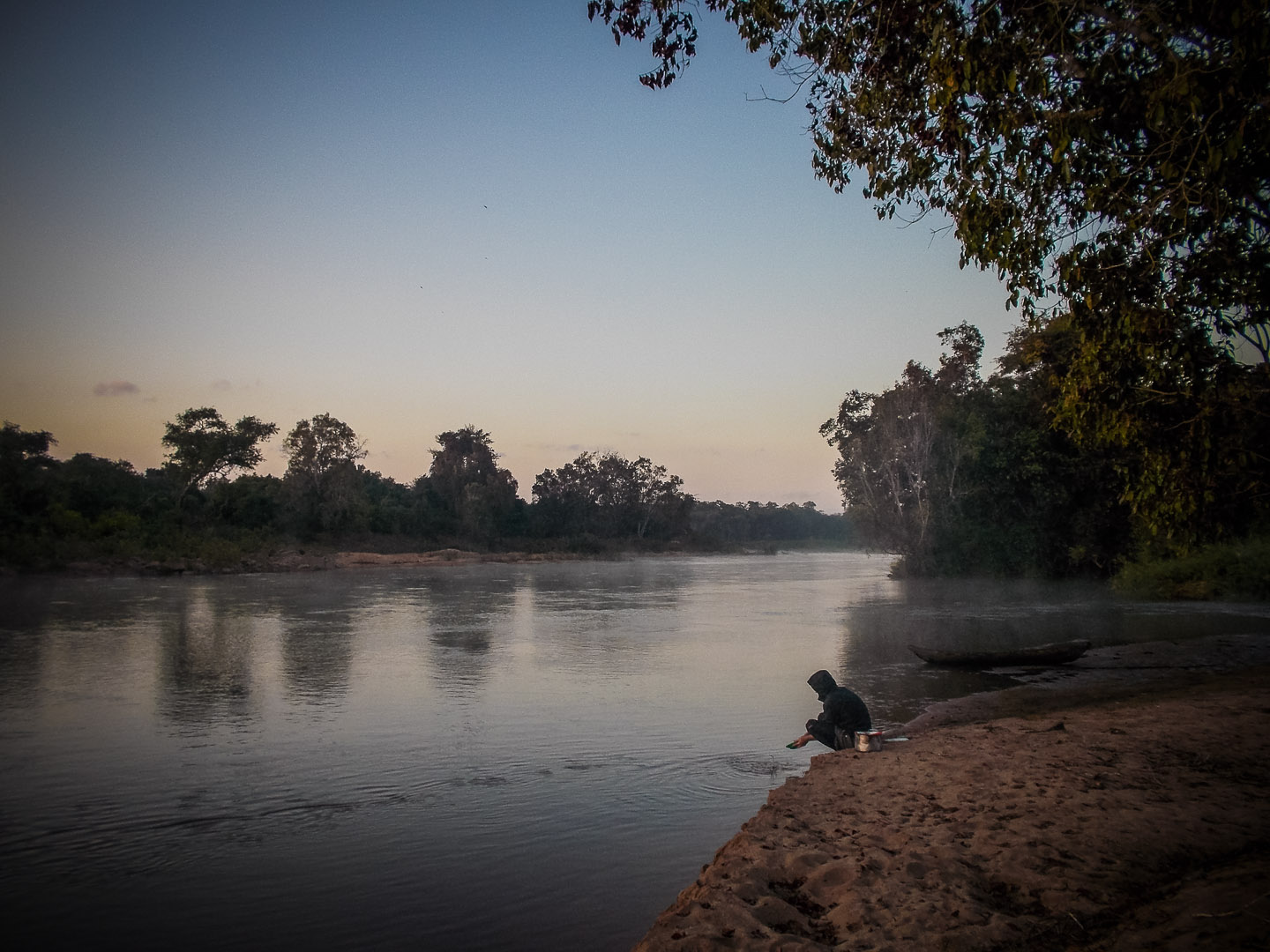

- La Lugenda dans la Réserve Niassa (en)